# جيمس كايل
جيمس كايل (بالإنجليزية: James Kyle)‏ (29 مايو 1879 - 11 يناير 1919) هو لاعب كريكت أسترالي. لعب مع فريق فكتوريا للكريكت.

## وصلات خارجية
- جيمس كايل على موقع إي آس بي آن كريك إنفو (الإنجليزية)